# Rørosbanen
Rørosbanen er en 431 km lang jernbanestrækning i Norge, der går mellem Hamar og Trondheim (via Elverum). Den blev bygget i perioden 1862-77, officielt åbnet 13. oktober 1877, og er dermed Norges ældste stambane, dvs. en jernbanelinie som forbinder to landsdele.
Linjen er tilknyttet Meråkerbanen, Dovrebanen og Solørbanen. Højeste punkt på strækningen er 670 moh., ved Harborg (mellem Glåmos og Rugldalen), noget som ikke er specielt højt for en stambane. Jernbanelinien er ikke elektrificeret. Som udgangspunkt blev den bygget som en smalsporet jernbane med 1.067 mm. sporbredde. Dagens jernbaner har en sporbredde på 1.435 mm., og det var ikke før ombygningen i perioden 1917-41 at Rørosbanen også gik over til normalspor. Den er en af de få norske banestrækninger som ikke er elektrificeret.
Den 4. januar 2000 kolliderede to tog ved Åsta på denne linje, og 19 menneskeliv gik tabt. Se Åsta-ulykken.

## Fremtidsplaner
Regeringen og Jernbaneverket har planer om fremtidige højhastighedsbaner i Norge. Et tysk forskningsinstitut udfører en udredning af mulige alternativer. De foreslår at den fremtidige højhastighedslinie Oslo-Trondheim skal gå langs Rørosbanen. Det er lettere at bygge her, der er mere plads i Østerdalen end Gudbrandsdalen. Strækningen Elverum-Tynset-Berkåk er den korteste mellem Oslo-Trondheim.